# Kōgon
Kōgon (光厳天皇?, Kōgon-tennō; 1º agosto 1313 – 5 agosto 1364) è stato il 1º Pretendente alla corte del Nord secondo il tradizionale ordine di successione.

## Biografia
Si tratta del primo pretendente al Nord durante il periodo in cui vigeva il periodo Nanboku-chō detto anche Periodo delle Corti del Nord e del Sud, periodo storico che va dal 1336 al 1392, che vide l'esistenza e la contrapposizione di due corti imperiali in Giappone al tempo del Shogunato Ashikaga . Gli anni in cui regnò furono dal 1332 sino al 1334.
Il suo nome personale era Kazuhito-shinnō  (量仁親王?, Kazuhito-shinnō). Era il terzo figlio dell'imperatore Go-Fushimi. Ebbe diverse compagne, da Yoshiko (懽子内親王) (figlia dell'imperatore Go-Daigo) ebbe Mitsuko (光子内親王) e da 
Sanjō Shūshi (三条秀子) ebbe diversi figli, fra cui:
- Okihito (興仁親王) (che diventerà l'imperatore Sukō)
- Iyahito (弥仁親王) (che diventerà l'imperatore Go-Kōgon)
- Yoshihito (義仁親王)